# 死霊の激愛
『死霊の激愛 -Do or Die-』（しりょうのげきあい）は、THE SLUT BANKSの通算2枚目、初のフルアルバム。

## 概要
初のメジャー作品。
再結成前のアルバムでは初めてオリコンチャート100位以内にランクインした。

## 収録曲
1. DO IT! HERE AGAIN
2. WAR ECONOMY
3. TRUST IN YOU
インディーズ時代の楽曲。ミニアルバム「死霊の悪知恵」収録版では3番の歌詞が1番の繰り返しだったのに対し、ここでは新たに歌詞が書き加えられている。
4. 涙の最終飛行
同時発売の1stシングル曲。
5. 遥か彼方へ
1stシングルのC/W曲。
6. DO YOU WANT TO BET?
7. 朝が来るまで
8. 幻の子供
9. アオゲバトウトシ
10. DON'T CRY
11. 日本
12. IT FOR LOVE

## レコーディング参加
- 板谷祐 - ボーカル
- 横関敦 - ギター
- 戸城憲夫 - ベース
- 新美俊宏 - ドラム